# Линдоя-ду-Сул
Линдоя-ду-Сул (порт. Lindóia do Sul)  —  муниципалитет в Бразилии, входит в штат Санта-Катарина. Составная часть мезорегиона Запад штата Санта-Катарина. Входит в экономико-статистический  микрорегион Конкордия. Население составляет 4485 человек на 2006 год. Занимает площадь 195,056 км². Плотность населения — 23,0 чел./км².

## История
Город основан 1 января 1990 года.

## Статистика
- Валовой внутренний продукт на 2003 составляет 71.469.577,00 реалов (данные: Бразильский институт географии и статистики).
- Валовой внутренний продукт на душу населения на 2003 составляет 15.151,49 реалов (данные: Бразильский институт географии и статистики).
- Индекс развития человеческого потенциала на 2000 составляет 0,819 (данные: Программа развития ООН).